# 緑誠蘭高等学校
緑誠蘭高等学校（りょくせいらんこうとうがっこう）は、長野県木曽郡南木曽町に本校がある私立通信制高等学校。愛知県知立市に本部を置く学校法人山本学園が設置し、2020年（令和2年）4月に開校した。

## 概要
通信教育を行う区域は長野県・岐阜県・愛知県である。
閉校した南木曽町立蘭小学校の跡地を活用している。

## 沿革
（沿革の出典は公式サイト）
- 2019年（令和元年）6月
  - 長野県私学振興課へ広域通信制・単位制高等学校設立申請書提出。
- 2019年（令和元年）10月
  - 長野県私学審議会1次審査通過[5]。
- 2019年（令和元年）12月
  - 長野県私学審議会2次審査通過[6]、長野県知事より広域通信制・単位制高等学校設立認可。
- 2020年（令和2年）4月
  - 「緑誠蘭高等学校」 開校。
- 2021年（令和3年）4月
  - 山本学園情報文化専門学校高等課程と技能連携を組む。

## キャンパス
（出典は公式サイト）
- 蘭（あららぎ）本校：長野県木曽郡南木曽町吾妻3859-39
- サテライト 知立校：愛知県知立市池端2-3
- サテライト 塩尻校：長野県塩尻市大門一番町6-13
- サテライト 中津川校：岐阜県中津川市新町1-16中央ビル1F